# Telecomunicaciones en Aruba
Las Telecomunicaciones en Aruba funcionan a través de diversas vías, que incluyen, teléfonos móviles y fijos, Internet, Radio y Televisión.

## Teléfono
- Teléfonos - líneas terrestres en uso: 38.700 (2006)
- Comparación con los otros países del mundo: 166
- Teléfonos - líneas móviles celulares: 105.700 (2006)
- comparación con los otros países del mundo: 178
- Sistema telefónico:

Evaluación general: sistema de telecomunicaciones moderno totalmente automático.
- Nacional: aumento de la competencia mediante la privatización, 3 proveedores de servicios inalámbricos están autorizados para operar.
- Internacional: 1 cable submarino de Sint Maarten (Antillas Neerlandesas); amplia entre las islas los enlaces de radio de microondas. También están disponibles Conexiones vía satélite con el resto del mundo.

## Radio
- Emisoras de radio: AM 2, FM 16, onda corta 0 (2004)
- Radios: 50.000 (1997)

## Televisión
- Estaciones de televisión: 3 (2004)
- Televisores: 60.000 (2004)

En el territorio de Aruba por su cercanía con Venezuela es posible disfrutar de canales de televisión venezolanos.

## Internet
- Dominio de Internet:. Aw

- Proveedores de servicios de Internet (ISP): Setarnet, Aruba Wireless (2003), Rainbownet (2003).

- Internacionales: IP Globalcom NV (2008)

- Hosts de Internet: 17.611 (2008)
- comparación con los otros países del mundo: 97

- Usuarios de Internet: 24.000 (2007)
- comparación con los otros países del mundo: 183

A partir de mayo de 2007, toda la isla de Aruba tiene conexión WiFi de internet 3G. Cuenta con dos proveedores de telecomunicaciones, Setar, la compañía estatal, y Digicel compañía irlandesa con base en Kingston, Jamaica. Setar es la proveedora de servicios como Internet, videoconferencias, tecnología inalámbrica GSM y tendidos terrestres y ofrece lo último en servicios de telecomunicaciones, Digicel es la contrincante de Setar en tecnología inalámbrica, usando la plataforma GSM.